# آی‌تی‌یو-آیازا (متروی استانبول)
آی‌تی‌یو-آیازا (ترکی استانبولی: İstanbul Teknik Üniversitesi) یکی از ایستگاه‌های خط ام۲، متروی استانبول است.
این ایستگاه که در منطقه ماسلاک در خیابان بویوکدره قرار دارد در سال ۲۰۰۹ تأسیس شده‌است.